# Persone di nome Luís/Calciatori
| Questa pagina contiene informazioni ricavate automaticamente dalle voci biografiche con l'ausilio del template Bio e di un bot. L'aggiornamento è periodico e automatico e ricostruisce completamente la pagina. Se manca una persona in questa lista, sei pregato di non aggiungerla, ma accertati piuttosto che la sua voce biografica contenga il template Bio e che i dati anagrafici siano correttamente compilati. Se il template Bio manca, inseriscilo tu stesso o, in alternativa, metti l'avviso {{tmp\|Bio}} che ne segnala la mancanza. Se i dati riportati sono sbagliati, correggi direttamente la voce biografica; le modifiche saranno visibili in questa lista entro pochi giorni. Per chiarimenti vedi il progetto antroponimi. La lista contiene solo le 68 persone che sono citate nell'enciclopedia e per le quali è stato implementato correttamente il template Bio. Pagina aggiornata al 16 ott 2024. |

Questa è una lista di persone presenti nell'enciclopedia che hanno il nome Luís e sono calciatori.

## A(5)
- Alhandra, ex calciatore portoghese (Vila Franca de Xira, n. 1979)
- Luís Carlos Almada Soares, ex calciatore capoverdiano (Praia, n. 1986)
- Luís Bastos, calciatore portoghese (Paços de Ferreira, n. 2001)
- Luís Maximiano, calciatore portoghese (Braga, n. 1999)
- Nani, calciatore portoghese (Amadora, n. 1986)

## B(1)
- Luís Machado, calciatore portoghese (Lamego, n. 1992)

## C(6)
- Luís Aurélio, calciatore portoghese (Beja, n. 1988)
- Luís Santos, calciatore portoghese (Entroncamento, n. 2000)
- Luís Pedro Cavanda, calciatore belga (Luanda, n. 1991)
- Luís Domingos António Cazengue, ex calciatore angolano (n. 1969)
- Luís Carlos Correia Pinto, ex calciatore portoghese (Porto, n. 1985)
- Luís Manuel Costa Silva, calciatore portoghese (Matosinhos, n. 1992)

## D(9)
- Luís Delgado, ex calciatore angolano (Luanda, n. 1979)
- Luís Dialisson de Souza Alves, calciatore brasiliano (Apodi, n. 1986)
- Luís Felipe Dias do Nascimento, ex calciatore brasiliano (San Paolo, n. 1991)
- Luís Henrique Dias, ex calciatore brasiliano (Iracemápolis, n. 1960)
- Duk, calciatore portoghese (Lisbona, n. 2000)
- Luís Sílvio, ex calciatore brasiliano (Júlio Mesquita, n. 1960)
- Luís Luz, calciatore brasiliano (Porto Alegre, n. 1909 - Porto Alegre, † 1989)
- Pité, calciatore portoghese (Esgueira, n. 1994)
- Luís Ribeiro, calciatore portoghese (Lisbona, n. 1992)

## E(1)
- Luís Carlos Lima, calciatore brasiliano (Itaberaba, n. 1987)

## F(3)
- Edgar Abreu, calciatore portoghese (Câmara de Lobos, n. 1994)
- Luís Henrique, calciatore brasiliano (Vila Velha, n. 1998)
- Luís Fabiano, ex calciatore brasiliano (Campinas, n. 1980)

## G(1)
- Luís Gervasoni, calciatore brasiliano (Rio de Janeiro, n. 1907 - Rio de Janeiro, † 1963)

## L(6)
- Luís Leal, calciatore portoghese (Arrentela, n. 1987)
- Luís Gustavo Ledes, calciatore portoghese (Braga, n. 1992)
- Luís Esteves, calciatore portoghese (Ovar, n. 1998)
- Luís Miguel Lopes Mendes, ex calciatore portoghese (Lisbona, n. 1987)
- Luís Lourenço, ex calciatore angolano (Luanda, n. 1983)
- Luís Fernando Martinez, ex calciatore brasiliano (Magda, n. 1980)

## M(8)
- Cabeção, calciatore brasiliano (San Paolo, n. 1930 - San Paolo, † 2020)
- Feitiço, calciatore brasiliano (San Paolo, n. 1901 - San Paolo, † 1985)
- Luís Mesquita de Oliveira, calciatore brasiliano (Rio de Janeiro, n. 1911 - † 1983)
- Lamá, ex calciatore angolano (Luanda, n. 1981)
- Luís Eduardo Marques dos Santos, calciatore brasiliano (Gama, n. 1997)
- Luís Mata, calciatore portoghese (Porto, n. 1997)
- Luís Miquissone, calciatore mozambicano (Tete, n. 1995)
- Luís Rocha, calciatore portoghese (Vila Nova de Famalicão, n. 1993)

## N(2)
- Luís Carlos Novo Neto, calciatore portoghese (Póvoa de Varzim, n. 1988)
- Luís Antônio Neto, ex calciatore brasiliano (Guaxupé, n. 1952)

## O(1)
- Luís Oyama, calciatore brasiliano (São José do Rio Preto, n. 1997)

## P(9)
- Luís Cavaco, ex calciatore portoghese (Almada, n. 1972)
- Licá, calciatore portoghese (Lamelas, n. 1988)
- Luís Henrique, ex calciatore brasiliano (Jequitaí, n. 1968)
- Luís Pedro, calciatore angolano (Luanda, n. 1990)
- Luís Atílio Pennacchi, calciatore brasiliano (Monte Sião, n. 1918)
- Luís Pereira, ex calciatore brasiliano (Porto Alegre, n. 1949)
- Zé Luís, calciatore mozambicano (n. 1989)
- Luís Miguel Pinheiro Andrade, calciatore portoghese (Fornos de Algodres, n. 1990)
- Luís Sobrinho, ex calciatore portoghese (Lisbona, n. 1961)

## Q(1)
- Luisinho Quintanilha, ex calciatore brasiliano (Rio de Janeiro, n. 1965)

## R(6)
- Luís Fernando Flores, ex calciatore brasiliano (Bagé, n. 1964)
- Luís Filipe, ex calciatore portoghese (Cantanhede, n. 1979)
- Luís Martins, calciatore portoghese (Lamego, n. 1992)
- Luís Mota, calciatore portoghese (n. 2003)
- Luís Ribeiro Pinto Neto, calciatore brasiliano (Arcoverde, n. 1946 - Recife, † 2022)
- Luís Rocha, calciatore portoghese (Guimarães, n. 1986)

## S(4)
- Luís Eduardo Schmidt, ex calciatore brasiliano (Jaú, n. 1979)
- Luís Vouzela, ex calciatore portoghese (Vouzela, n. 1974)
- Luís Alberto Silva dos Santos, ex calciatore brasiliano (Salvador, n. 1983)
- Rafa Soares, calciatore portoghese (Marco de Canaveses, n. 1995)

## T(2)
- Luís Carlos Tóffoli, calciatore brasiliano (Porto Alegre, n. 1964 - San Paolo, † 2016)
- Luís Trochillo, calciatore brasiliano (San Paolo, n. 1930 - San Paolo, † 1998)

## V(1)
- Miguel Vieira, calciatore portoghese (Amarante, n. 1990)

## X(1)
- Luís Xavier, calciatore portoghese (Setúbal, n. 1907)

## Z(1)
- Luis María Zugazaga, ex calciatore spagnolo (Sestao, n. 1944)